# Stipa densiflora
Stipa densiflora är en gräsart som beskrevs av Dorothy Kate Hughes. Stipa densiflora ingår i släktet fjädergrässläktet, och familjen gräs. Inga underarter finns listade i Catalogue of Life.